# Arvo Haavisto
Arvo Haavisto (Ilmajoki, 7 gennaio 1900 – Ilmajoki, 22 aprile 1977) è stato un lottatore finlandese.
Ha vinto due medaglie olimpiche nella lotta libera. In particolare ha conquistato la medaglia d'oro alle Olimpiadi di Amsterdam 1928 nella categoria pesi welter e la medaglia di bronzo alle Olimpiadi di Parigi 1924, nella categoria pesi leggeri.